# Nasobates mirabilis
Nasobates mirabilis är en kvalsterart som beskrevs av Balogh och Sandór Mahunka 1969. Nasobates mirabilis ingår i släktet Nasobates och familjen Nasobatidae. Inga underarter finns listade i Catalogue of Life.